# Julija Wassiljewna Kossenkowa
Julija Wassiljewna Kossenkowa (russisch Юлия Васильевна Косенкова, engl. Transkription Yuliya Kosenkova; * 28. März 1973 in Omsk, RSFSR, Sowjetunion) ist eine ehemalige russische Mittelstreckenläuferin, die sich auf die 1500-Meter-Distanz spezialisiert hat.

## Sportliche Laufbahn
Erste internationale Erfahrungen sammelte Julija Kossenkowa im Jahr 2000, als sie bei den Halleneuropameisterschaften in Gent in 4:13,60 min die Bronzemedaille über 1500 Meter hinter der Rumänin Violeta Szekely und ihrer Landsfrau Olga Kusnezowa gewann. Im Oktober belegte sie beim IAAF Grand Prix Final in Doha in 4:21,15 min den siebten Platz. Im Jahr darauf belegte sie bei den Weltmeisterschaften in Edmonton in 4:08,84 min im Finale den neunten Platz und wurde dann beim Grand Prix Final in Melbourne in 4:11,12 min Sechste. 2002 belegte sie bei den Halleneuropameisterschaften in Wien in 4:08,63 min den vierten Platz und 2004 gelangte sie bei den Hallenweltmeisterschaften in Budapest mit 4:09,32 min auf den sechsten Platz. Im selben Jahr beendete sie im Alter von 31 Jahren ihre aktive sportliche Karriere.
2000 wurde Kossenkowa russische Hallenmeisterin im 1500-Meter-Lauf.

## Persönliche Bestleistungen
- 800 Meter: 2:00,62 min, 27. Juli 2003 in Moskau
  - 800 Meter (Halle): 2:01,14 min, 26. Februar 2003 in Moskau
- 1500 Meter: 4:03,66 min, 19. Juli 2002 in Monaco
  - 1500 Meter (Halle): 4:05,45 min, 27. Februar 2003 in Moskau